# Chrysso pulcherrima

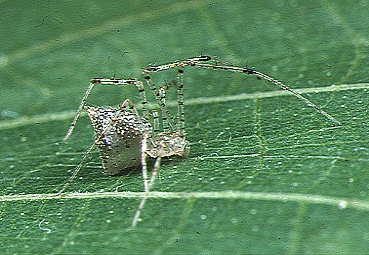
Vrouwtje

Chrysso pulcherrima là một loài nhện trong họ Theridiidae.
Loài này thuộc chi Chrysso. Chrysso pulcherrima được Cândido Firmino de Mello-Leitão miêu tả năm 1917.